# Ward Bond
Wardell Edwin (Ward) Bond (Benkelman, 9 april 1903 - Dallas, 5 november 1960) was een Amerikaans acteur. Hij speelde in ruim dertig jaar tijd in vele bekende Amerikaanse films, waarvan Rio Bravo (1959) zijn laatste werk was.
Bond werd geboren in 1903 in Benkelman, Nebraska. Het gezin verhuisde in 1919 naar Denver, waar hij naar school ging. Uiteindelijk studeerde hij af aan de University of Southern California (hier speelde hij voetbal samen in het team waar John Wayne ook in speelde; later werden ze goede vrienden en ook collega's). Door dit voetbal kwamen Bond en Wayne in aanraking met de filmindustrie; ze mochten spelen in een film over de United States Naval Academy.
Bond maakte zijn filmdebuut in 1929 in John Ford's Salute, en daarna speelde hij meer dan 200 bijrollen, nooit de hoofdrol, tot hij de hoofdrol kreeg in de televisieserie Wagon Train, die werd uitgezonden van 1957 tot 1960. Hij werd vaak gecast als een vriendelijke politieman óf als een brute misdadiger. Hij had lange tijd een werkrelatie met de regisseurs John Ford en Frank Capra. Samen met Ford maakte hij ruim 25 films. Later speelde Ward Bond ook in de populaire televisieserie van NBC. Dit deed hij tot zijn dood in 1960. Wagon Train werd geïnspireerd door de western Wagon Master (1950), waarin Bond ook verscheen. 
Hij overleed op 57-jarige leeftijd aan een hartaanval in Dallas, waar hij met zijn vrouw op hotel was.
Voor zijn bijdrage aan de televisie-industrie, heeft Bond een ster op de Hollywood Walk of Fame gekregen. Er is ook een Ward Bond Memorial Park in zijn geboorteplaats in Nebraska.

## Filmografie (selectie)
| - Salute (1929) - Words and Music (1929) - The Big Trail (1930) - Arrowsmith (1931) - Virtue (1932) - Lady for a Day (1933) - Wild Boys of the Road (1933) - Frontier Marshal (1934) - It Happened One Night (1934) - Conflict (1936) - Topper (1937) - Bringing Up Baby (1938) - The Amazing Dr. Clitterhouse (1938) - You Can't Take It with You (1938) - They Made Me a Criminal (1939) - The Oklahoma Kid (1939) - Young Mr. Lincoln (1939) - Frontier Marshal (1939) - Drums Along the Mohawk (1939) - Gone with the Wind (1939) - The Grapes of Wrath (1940) - The Mortal Storm (1940) - The Long Voyage Home (1940) - Virginia City (1940) - Tobacco Road (1941) - A Man Betrayed (1941) - Sergeant York (1941) - The Shepherd of the Hills (1941) - Manpower (1941) - The Maltese Falcon (1941) - Gentleman Jim (1942) | - Ten Gentlemen from West Point (1942) - Slightly Dangerous (1943) - A Guy Named Joe (1943) - The Sullivans, hernoemd tot The Fighting Sullivans (1944) - Tall in the Saddle (1944) - They Were Expendable (1945) - Dakota (1945) - My Darling Clementine (1946) - It's a Wonderful Life (1946) - Unconquered (1947) - The Fugitive (1947) - Fort Apache (1948) - Tap Roots (1948) - 3 Godfathers (1948) - The Time of Your Life (1948) - Kiss Tomorrow Goodbye (1950) - Wagon Master (1950) - Only the Valiant (1951) - Operation Pacific (1951) - On Dangerous Ground (1952) - The Quiet Man (1952) - Blowing Wild (1953) - Hondo (1953) - Johnny Guitar (1954) - The Long Gray Line (1955) - A Man Alone (1955) - Mister Roberts (1955) - The Searchers (1956) - The Wings of Eagles (1957) - The Halliday Brand (1957) - Rio Bravo (1959) |